# Sonic Highways
Sonic Highways — восьмий студійний альбом американської рок-групи Foo Fighters, був виданий 10 листопада 2014 року на лейблі RCA Records. Музиканти на чолі з Дейвом Ґролом, записували альбом в восьми містах США: Остіні, Чикаго, Лос-Анджелесі, Нешвіллі, Новому Орлеані, Нью-Йорку, Сіетлі, і Вашингтоні, за мотивами цього творчого турне компанія HBO випустила телесеріал Foo Fighters Sonic Highways. Альбом випустили на компакт-дисках, грамплатівках, а також в цифровому форматі. Першим синглом була обрана пісня — «Something from Nothing», її випустили 16 жовтня 2014 року.

## Список композицій
| Sonic Highways | Sonic Highways                       | Sonic Highways              | Sonic Highways |
| #              | Назва                                | Запрошені музиканти         | Тривалість     |
| -------------- | ------------------------------------ | --------------------------- | -------------- |
| 1.             | «Something from Nothing»             | Рік Нельсен                 | 4:49           |
| 2.             | «The Feast and the Famine»           | Bad Brains                  | 3:49           |
| 3.             | «Congregation»                       | Зак Браун                   | 5:12           |
| 4.             | «What Did I Do? / God As My Witness» | Gary Clark Jr.              | 5:44           |
| 5.             | «Outside»                            | Джо Волш                    | 5:15           |
| 6.             | «In the Clear»                       | Preservation Hall Jazz Band | 4:04           |
| 7.             | «Subterranean»                       | Бен Ґіббард                 | 6:08           |
| 8.             | «I Am a River»                       | Джоан Джетт                 | 7:09           |
| 42:03          |                                      |                             |                |

## Телесеріал
Заручившись підтримкою босів телеканалу HBO, Foo Fighters вирушили в подорож по восьми найважливішим для американської музики містах, щоб зняти документальний серіал «Sonic Highways». Цей проект є своєрідним етюдом, який дає уявлення про музичну мапу Америки. Робота над «Sonic Highways» і стала основою для нового альбому Foo Fighters. Ґрол не тільки брав інтерв'ю, але і записував в кожному місті по пісні за участю місцевих музикантів. Ґрол стверджує, що платівка — це самостійний твір, але без док. фільму в ній занадто багато залишається незрозумілим і нерозкритим. Серіал розкриває справжній задум фронтмена і зосереджує увагу слухача на нюансах кожної пісні. У картині музиканти Foo Fighters як творчі одиниці взагалі відходять на другий план. Намагаючись докопатися до коріння американської музики і власного звучання, вони виступають дбайливими оповідачами, практично істориками. У цьому контексті кожна пісня виявляється не стільки демонстрацією можливостей групи, скільки зворушливою присвятою Ґрола американській музиці.

## Критика
Альбом отримав змішані відгуки музичних критиків, з ухилом в позитивну сторону. На сайті Metacritic, він отримав 67 балів з 100 — в рецензіях мейнстрімових критиків і в незалежних рейтингах, удостоївшись «в цілому позитивних відгуків».

## Учасники запису

### Foo Fighters
- Дейв Ґрол (David Eric Grohl) — Вокал, Гітара
- Тейлор Гокінс (Taylor Hawkins) — Барабани, бек-вокал
- Нейт Мендел (Nate Mendel) — Бас
- Кріс Шифлетт (Chris Shiflett) — Гітара, бек-вокал
- Пет Смір (Pat Smear) — Гітара, Бек-Вокал

### Запрошені музиканти
- Ремі Джеффі — клавішні
- Рік Нельсен — баритон-гітара на «Something from Nothing»
- Bad Brains — бек-вокал на «The Feast and the Famine»
- Зак Браун — соло-гітара, бек-вокал на «Congregation»
- Ґері Кларк-молодший — соло-гітара на "What Did I Do? / God As My Witness "
- Джо Волш — соло-гітара на «Outside»
- Preservation Hall Jazz Band — саксофон-альт, ударні, фортепіано, тромбон, труба, туба на «In the Clear»[18]
- Бен Ґіббард — гітара, вокал на «Subterranean»
- Джоан Джетт — гітара на «I Am a River»

## Чарти
| Чарт (2014)                                          | Найвища позиція |
| ---------------------------------------------------- | --------------- |
| Австралія Australian Albums (ARIA)                   | 1               |
| Австрія Austrian Albums (Ö3 Austria)                 | 3               |
| Бельгія Belgian Albums (Ultratop Flanders)           | 1               |
| Бельгія Belgian Albums (Ultratop Wallonia)           | 4               |
| Канада Canadian Albums (Billboard)                   | 3               |
| Данія Danish Albums (Hitlisten)                      | 4               |
| Нідерланди Dutch Albums (MegaCharts)                 | 2               |
| Фінляндія Finnish Albums (Suomen virallinen lista)   | 5               |
| Франція French Albums (SNEP)                         | 18              |
| Німеччина German Albums (Offizielle Top 100)         | 2               |
| Greek Albums (IFPI)                                  | 39              |
| Угорщина Hungarian Albums (MAHASZ)                   | 35              |
| Ірландія Irish Albums (IRMA)                         | 5               |
| Італія Italian Albums (FIMI)                         | 7               |
| Японія Japanese Albums (Oricon)                      | 12              |
| Нова Зеландія New Zealand Albums (Recorded Music NZ) | 2               |
| Норвегія Norwegian Albums (VG-lista)                 | 3               |
| Польща Polish Albums (ZPAV)                          | 10              |
| Португалія Portuguese Albums (AFP)                   | 8               |
| Шотландія Scottish Albums (OCC)                      | 2               |
| Іспанія Spanish Albums (PROMUSICAE)                  | 9               |
| Швеція Swedish Albums (Sverigetopplistan)            | 5               |
| Швейцарія Swiss Albums (Schweizer Hitparade)         | 2               |
| Велика Британія UK Albums (OCC)                      | 2               |
| США Billboard 200                                    | 2               |
| США Top Alternative Albums (Billboard)               | 1               |
| США Top Hard Rock Albums (Billboard)                 | 1               |
| США Top Rock Albums (Billboard)                      | 1               |

| Чарт (2014)                        | Позиція |
| ---------------------------------- | ------- |
| Australian Albums (ARIA)           | 16      |
| Austrian Albums (Ö3 Austria)       | 61      |
| Belgian Albums (Ultratop Flanders) | 20      |
| Belgian Albums (Ultratop Wallonia) | 110     |
| Dutch Albums (Album Top 100)       | 47      |
| German Albums (Offizielle Top 100) | 72      |
| Italian Albums (FIMI)              | 72      |
| New Zealand Albums (RMNZ)          | 18      |
| Swiss Albums (Schweizer Hitparade) | 65      |
| UK Albums (OCC)                    | 26      |
| US Billboard 200                   | 99      |
| US Alternative Albums (Billboard)  | 13      |
| US Hard Rock Albums (Billboard)    | 5       |
| US Rock Albums (Billboard)         | 20      |

| Чарт (2015)                        | Позиція |
| ---------------------------------- | ------- |
| Australian Albums (ARIA)           | 76      |
| Belgian Albums (Ultratop Flanders) | 32      |
| Belgian Albums (Ultratop Wallonia) | 156     |
| US Billboard 200                   | 126     |
| US Hard Rock Albums (Billboard)    | 3       |
| US Rock Albums (Billboard)         | 13      |
| US Soundtrack Albums (Billboard)   | 9       |

## Сертифікації
| Регіон | Сертифікація | Продажі |
| --- | ------------ | ------- |
| Австралія (ARIA) | Платиновий   | 70 000^ |
| Австрія (IFPI Austria) | Золотий      | 7500*   |
| Канада (Music Canada) | Платиновий   | 80 000^ |
| Німеччина (BVMI) | Золотий      | 100 000 |
| Італія (FIMI) | Золотий      | 25 000* |
| Нідерланди (NVPI) | Золотий      | 20 000^ |
| Нова Зеландія (RIANZ) | Платиновий   | 15 000^ |
| Велика Британія (BPI) | Платиновий   | 316,770 |
| *продажі, що базуються лише на сертифікаціях · ^відвантаження, що базуються лише на сертифікаціях · продажі+прослуховування, що базуються лише на сертифікаціях |              |         |